# 세천초등학교
세천초등학교는 대한민국 대전광역시 동구에 있는 공립 초등학교이다.

## 학교 연혁
- 1959. 07. 01 세천국민학교로 개교
- 1975. 03. 01 군지정 미술과 연구학교(2년간)
- 1982. 03. 10 도지정 도덕과 연구학교 운영
- 1984. 03. 01 숙직실 개축
- 1985. 10. 02 2개 교실 증축, 수세식 변소 신축
- 1987. 03. 01 군지정 도덕과 시범학교 운영
- 1991. 12. 03 구교사 4교실 철거
- 1992. 09. 25 현관 신축
- 1996. 03. 01 세천초등학교로 개칭
- 1996. 11. 01 급식실시
- 1997. 11. 10 586급 컴퓨터 25대 설치
- 1998. 09. 25 인터넷 전용회선 개통
- 1999. 12. 31 학교 종합정보관리 시스템 시설
- 2001. 07. 23 교사 대수선공사(7.23-9. 9)
- 2001. 11. 07 소규모학교 시범운영 중간보고
- 2001. 12. 08 주기적 학교평가 결과 우수학교 선정
- 2002. 01. 01 농촌학교 지정
- 2002. 03. 01 6학급 편성, 시지정 소규모학교 시범 운영(2차 년도)
- 2002. 03. 02 전통예술모범학교 선정(문화관광부)
- 2002. 03. 21 잔디 운동장 조성
- 2002. 06. 18 소규모학교 시범운영 보고
- 2002. 10. 01 신지식학교 인증
- 2005. 03. 01 대전광역시교육청지정 환경보전교육 시범학교 운영
- 2006. 10. 31 대전광역시교육청지정 환경보전교육 시범학교 운영보고
- 2007. 01. 29 2006 혁신활동 우수기관 표창
- 2007. 03. 01 대전광역시교육청지정 교원능력개발평가 시범학교 지정
- 2007. 10. 31 학교평가 교육경영 영역 우수기관 표창
- 2007. 12. 31 전화친절도 평가 우수기관 표창
- 2010. 09. 29 2010 전국 도서관 운영평가 국무총리상 수상
- 2010. 12. 27 대전광역시 학교평가 최우수학교
- 2010. 12. 28 영어리더학교 전국 최우수학교 선정
- 2011. 09. 23 대한민국 좋은학교 박람회 참가
- 2012. 02. 16 제53회 졸업장 수여식(졸업생수 2,430명)
- 2013. 02. 20 제54회 졸업장 수여식(졸업생수 2,442명)
- 2013. 03. 01 6학급 편성, 유치원 편성
- 2013. 03. 27 교실 증축ㆍ유치원 교실 확장

## 참고 자료
- 세천초등학교 - 한국교육학술정보원 학교알리미